# Marco Villiger
Marco Thomas Villiger (* 14. März 1975, heimatberechtigt in Oberrüti) ist ein Schweizer Jurist und ehemaliger FIFA-Funktionär.

## Werdegang
Villiger studierte bis 2000 Rechtswissenschaften an der Universität Zürich. 2002 erlangte er das Anwaltspatent und wurde als Leiter der Disziplinarbereichs bei der FIFA tätig, in dessen Kompetenzbereich sämtliche Disziplinarfälle der Fussballwettbewerbe der FIFA fallen. 2007 wurde er zum Direktor der FIFA-Rechtsabteilung befördert und damit zum Chefjuristen des Verbandes. 2016 wurde er zum stellvertretenden Generalsekretär der FIFA ernannt und war somit die Nummer zwei der FIFA Administration.
Als Chefjurist der FIFA leitete Marco Villiger unter anderem sämtliche gesellschaftsrechtlichen, statutarischen sowie regulatorischen Angelegenheiten der FIFA. Damit deckte er ein sehr breites Spektrum ab, welches so unterschiedliche Fälle und Aufgaben wie Entwicklung und Umsetzung von Regelwerken, Streitigkeiten zu Spielertransfers, Sponsoren- und Lizenzverträge, disziplinarrechtliche Sanktionen sowie den Bereich Compliance umfasste. In dieser Zeit gehörte er auch der IOC Entourage Commission an, die gegenüber verschiedenen Instanzen des Internationalen Olympischen Komitees eine wichtige beratende Rolle innehat. 2016 wurde er zusätzlich stellvertretender Generalsekretär der FIFA, wo er für das kommerzielle Programm, alle Geschäftstätigkeiten, die Finanzen, Rechts- und Integritätsfragen sowie die Human Resources zuständig war. Damit gehörte Villiger zu den Schweizer Spitzenfunktionären im Sport.
Marco Villiger spielte als Mitglied der FIFA-Reformkommission eine wichtige Rolle bei der Ausarbeitung des vom FIFA-Kongress 2016 ratifizierten Reformpakets, das als wichtiger Meilenstein in der Geschichte der FIFA gilt.
2018 verliess er die FIFA, machte sich als Anwalt und Berater selbständig und gründete dafür die MV Sports Consulting AG in Zürich. Weiter ist er an der Universität Zürich als Dozent für internationales Sportrecht und Executive Legal Education tätig. Im Juni 2020 wurde er von der Asiatischen Fussball-Konföderation in die Task Force zum Schutz kommerzieller Rechte einberufen.

## Leben und Wirken
Während seiner 16-jährigen Tätigkeit bei der FIFA war Villiger ein enger Mitarbeiter des früheren FIFA-Präsidenten Sepp Blatter als auch enger Mitarbeiter von dessen Nachfolger Gianni Infantino. In dessen Amtszeit wurde er zum stellvertretenden Generalsekretär ernannt. Als Chefjurist der FIFA hatte Villiger Einsicht in sämtliche Verträge, war Sekretär der
juristischen Organe und Hauptansprechpartner der FIFA gegenüber dem Justizministerium der Vereinigten Staaten. Villiger galt als Saubermann der FIFA und setzte sich für deren Reformen ein.
Aufgrund seiner Funktion bei der FIFA war Villiger stark exponiert und in verschiedene Rechtsfälle involviert, sowohl in der Ära Blatter als auch während der Amtszeit von Gianni Infantino. Ab 2014 wurde er mehrfach auch persönlich in öffentlich ausgetragene Streitigkeiten hineingezogen.
Im Frühjahr 2014 berichteten Medien, dass Villiger angeblich die Löschung mehrerer brisanter Passagen aus einem von der FIFA beim Antikorruptionsexperten Mark Pieth in Auftrag gegebenen Abschlussbericht veranlasst hatte. Dabei ging es um die Rolle der FIFA im Konkurs der ehemaligen Rechteagentur ISL im Jahr 2001. Die FIFA und Pieth wiesen diese Darstellung zurück, und Pieth unterstrich in einer Reaktion auf die Darstellung des Nachrichtenmagazins Der Spiegel die Unabhängigkeit seiner Arbeit.
Im September 2018 hat Michel Platini Klage gegen Unbekannt beim Bezirksanwalt in Paris wegen Verleumdung und Bildens einer kriminellen Vereinigung eingereicht ("association de malfaiteurs en vue de commettre le délit de dénonciation calomnieuse"). Dabei soll es sich um Sepp Blatter, Domenico Scala und Villiger handeln, denen Platini vorwirft, ihn bei der Schweizer Bundesanwaltschaft bezüglich einer Zwei-Millionen-Zahlung angezeigt zu haben, welche Platini 2011 von der FIFA erhalten hat. Die Klage wurde der Schweizer Bundesanwaltschaft weitergeleitet, welche das Ersuchen von Platini jedoch abgelehnt hat.